# Línea 5 (Salamanca de Transportes)
La línea 5 de la red de Autobuses urbanos de Salamanca une los barrios de Ciudad Jardín y Los Alcaldes.

## Características
La línea 5 enlaza los barrios de Ciudad Jardín y Los Alcaldes, pasando por los hospitales en aproximadamente 30 minutos.
Esta línea se trata de una de las 5 líneas originales que comenzaron a dar servicio en el año 1987 con el recorrido Ciudad Jardín - Chamberí, recorrido que se vio ampliado en el año 2006 hasta el nuevo barrio de Los Alcaldes, en el sur de la ciudad. Antiguamente esta línea también pasaba por el centro de la ciudad y la Gran Vía, pero debido al gran incremento de tiempo que esto suponía, se suprimió esta parte del recorrido. Además, con la inauguración del nuevo hospital universitario de la ciudad y del nuevo paseo que enlaza el paseo de San Vicente con la avenida del Doctor Ramos del Manzano, en el año 2021 la línea comenzó a realizar su recorrido a través de éste y del Puente del VIII Centenario, obligando a hacer una ligera corrección del recorrido en la zona trastormesina, dejando de circular por la calle Francisco Maldonado y la avenida del Padre Ignacio Ellacuría para hacerlo por el paseo de César Real de la Riva y la calle Francisco Montejo.
En un futuro próximo se prevé que se modifique el recorrido de la línea para poder dar servicio al centro de salud del barrio de Tejares.
Al igual que el resto de las líneas urbanas de la ciudad de Salamanca, está operada por Salamanca de Transportes, perteneciente a Grupo Ruiz.

### Frecuencias
| Lunes a viernes laborables |                |
| de 7:15 a 22:45            | cada 15-20 min |
| Sábados laborables         |                |
| de 8:15 a 22:45            | cada 15-20 min |
| Domingos y festivos        |                |
| de 9:50 a 22:30            | cada 30 min    |

NOTA: La última expedición de lunes a sábado finaliza en la parada del paseo de San Vicente en cada sentido.

## Recorrido y paradas

### Sentido Los Alcaldes
La línea inicia su recorrido en la avenida de La Merced, realizando un cambio de sentido inmediato frente las facultades de Psicología y Bellas Artes de la Universidad de Salamanca y realizando dicho recorrido hasta llegar a la avenida de Salamanca, donde gira a la izquierda para poco después volver a girar a la derecha para bajar por la avenida de San Agustín, dejando a su derecha a la plaza de toros.
Tras ello, se encamina por el paseo del Doctor Torres Villarroel, continuando posteriormente por la calle Álvaro Gil y girando a la derecha para seguir por el paseo de Carmelitas, parando en las puertas del Hospital General de la Santísima Trinidad, y, tras el cambio de denominación del paseo a paseo de San Vicente, en el antiguo Hospital de la Virgen de la Vega.
En la glorieta de los Sanitarios, gira a la derecha, dejando a dicho lado las urgencias del nuevo hospital universitario y realizando su recorrido por el nuevo paseo de la Transición Española, que continúa hasta su giro a la izquierda para atravesar el río Tormes.
Una vez cruzado el río continuará recto por la calle Francisco Montejo, haciendo giro a izquierda y derecha consecutivamente para llegar al barrio de Chamberí donde recorre su calle Mayor hasta la calle Sequeros, que aprovecha para internarse en el barrio de Los Alcaldes, donde tiene su cabecera.
NOTA: La última expedición finaliza de lunes a sábado en la parada señalada en amarillo.
| Código | Parada                                          | Común con       | Otros                                 |
| ------ | ----------------------------------------------- | --------------- | ------------------------------------- |
| 129    | Avenida de La Merced, s/n                       |                 |                                       |
| 273    | Avenida de Salamanca, s/n                       |                 |                                       |
| 307    | Avenida de Salamanca, s/n                       |                 |                                       |
| 274    | Avenida de San Agustín, 39                      |                 | Transporte Metropolitano de Salamanca |
| 131    | Paseo del Doctor Torres Villarroel, 63          | 7 12            |                                       |
| 132    | Paseo del Doctor Torres Villarroel, 37          | 7 12            | Transporte Metropolitano de Salamanca |
| 275    | Paseo de Carmelitas, 28                         |                 |                                       |
| 35     | Paseo de Carmelitas, 94                         | 6 10 11         |                                       |
| 36     | Paseo de San Vicente, 106                       | 4 6 10 11 14 15 | Transporte Metropolitano de Salamanca |
| 336    | Paseo de la Transición Española, s/n (Hospital) | 7 11            |                                       |
| 338    | Paseo de la Transición Española, s/n            | 7 11            |                                       |
| 340    | Calle Francisco Montejo, s/n                    |                 |                                       |
| 313    | Calle Mariano Ares y Sanz, 5                    | 8               |                                       |
| 133    | Calle Mayor de Chamberí, 46                     | 8               |                                       |
| 135    | Calle Mayor de Chamberí, 70                     | 8               |                                       |
| 207    | Calle Mayor de Chamberí, 106                    | 8               |                                       |
| 296    | Calle Sequeros, s/n                             |                 |                                       |
| 297    | Calle Alcalde Cruz Hernández, s/n               |                 |                                       |
| 298    | Calle Alcalde Cruz Hernández, 1                 |                 |                                       |

### Sentido Ciudad Jardín
La línea inicia su recorrido en la calle Alcalde Cruz Hernández, recorriendo el barrio de Los Alcaldes por las calles Alcalde Fernández de Troconiz y Alcalde Navarro González, para salir por la calle Sequeros. A continuación atraviesa Chamberí a través de su calle Mayor y llega al Puente del VIII Centenario por las calles Mariano Ares y Sanz y Francisco Montejo en un recorrido análogo al de la ida.
Tras atravesar el Tormes, gira a la derecha para encaminarse por el paseo de la Transición Española hasta la glorieta de los Sanitarios, pasando por el nuevo hospital universitario, donde gira a la izquierda para poder subir por el paseo de San Vicente y su prolongación, el paseo de Carmelitas.
Una vez llegado el recorrido a la puerta de Zamora, gira a la izquierda para encarar el paseo del Doctor Torres Villarroel hasta la glorieta de Santiago Martín "el Viti", donde continúa por la avenida de San Agustín, girando de nuevo a izquierda y derecha por la avenida de Salamanca para finalizar su recorrido en la avenida de La Merced, frente a las facultades de la Universidad de Salamanca
NOTA: La última expedición finaliza de lunes a sábado en la parada señalada en amarillo.
| Código | Parada                                  | Común con       | Otros                                 |
| ------ | --------------------------------------- | --------------- | ------------------------------------- |
| 298    | Calle Alcalde Cruz Hernández, 1         |                 |                                       |
| 299    | Calle Alcalde Fernández de Trocóniz, 26 |                 |                                       |
| 206    | Calle Alcalde Navarro González, 85      |                 |                                       |
| 318    | Calle Alcalde Navarro González, 5       |                 |                                       |
| 300    | Calle Sequeros, frente 6                |                 |                                       |
| 136    | Calle Mayor de Chamberí, 109            | 8               |                                       |
| 137    | Calle Mayor de Chamberí, frente 72      | 8               |                                       |
| 223    | Calle Mayor de Chamberí, s/n            | 8               |                                       |
| 314    | Calle Mariano Ares y Sanz, frente 9     | 8               |                                       |
| 341    | Calle Francisco Montejo, 12             |                 |                                       |
| 339    | Paseo de la Transición Española, s/n    | 7 11            |                                       |
| 337    | Paseo de la Transición Española, s/n    | 11              |                                       |
| 39     | Paseo de San Vicente, 101               | 4 6 10 11 14 15 | Transporte Metropolitano de Salamanca |
| 40     | Paseo de Carmelitas, 85                 | 6 10 11         |                                       |
| 139    | Paseo del Doctor Torres Villarroel, 2   | 9               | Transporte Metropolitano de Salamanca |
| 140    | Paseo del Doctor Torres Villarroel, 42  | 7 12            | Transporte Metropolitano de Salamanca |
| 141    | Paseo del Doctor Torres Villarroel, 72  | 7 12            |                                       |
| 276    | Avenida de San Agustín, 44              |                 | Transporte Metropolitano de Salamanca |
| 308    | Avenida de Salamanca, s/n               |                 |                                       |
| 142    | Avenida de Salamanca, s/n               |                 |                                       |
| 129    | Avenida de La Merced, s/n               |                 |                                       |